# Омар Дейлі
Омар Дейлі (англ. Omar Daley, нар. 25 квітня 1981, Кінгстон) — ямайський футболіст, який грав на позиції півзахисника. Виступав за національну збірну Ямайки, у футболці якої зіграв понад 50 матчів. На клубному рівні виступав за ямайський «Портмор Юнайтед», американський «Чарлстон Беттері», а також англійські «Бредфорд Сіті», «Редінг», «Престон Норт-Енд» та «Ротергем Юнайтед». Відомий під прізвиськом «Щурячий» (англ. ratty).

## Клубна кар'єра

### «Портмор Юнайтед»
Народився 25 квітня 1981 року в місті Кінгстон. Футболом розпочав займатися Вищій школі Гленмаєр, але багато клубів на батьківщині не помічали його. На юнацькому рівні виступав за «Сентрал Страйкерс енд Айзраель» та «Велью Пі», після чого перейшов до новачка Національної Прем'єр-ліги Ямайки «Газард Юнайтед». У 2001 році побував на перегляді в бразильському клубі «Васко да Гама», після чого у 2002 році вперше приїхав до Англії, де побував на перегляді в «Чарльтон Атлетік» та «Евертоні». У серпні 2003 року, після вдалого матчу на перегляді проти «Нортгемптон Таун» (7:0), перейшов у річну оренду до представника Першого дивізіон ФК «Редінг». У складі клубу зіграв 7 матчів, в усих випадках виходив на поле з лави запасних. Наступний сезон провів в оренді в іншому англійському клубі, «Престон Норт-Енд», де приєднався до своїх співвітчизників Рікардо Фуллера та Клода Девіса. У своїму дебютному поєдинку за «Престон» відзначився голом, чим допоміг команді обіграти (4:0) у Кубку ліги «Менсфілд Таун». У січні 2006 року, після 17 зіграних матчів «Престон», домовився про розірвання орендної угоди з англійським клубом та повернувся в «Газард», який змінив на той час назву на «Портмор Юнайтед».
У червні 2005 року допоміг «Портмору» виграти Національну прем'єр-лігу Ямайки обіграти у фіналі плей-офф з загальним рахунком 2:1 «Тіволі Гарденс». Перший матч закінчився з рахунком 1:1, а в другому матчі Омар відзначився єдиним голом та допоміг «Портмор» здобути чемпіонство.

### «Чарлстон Беттері»
У березні 2006 року Дейлі, разом зі співвітчизником Шейном Кроуфордом, переїхав до США, де підписав 2-річний контракт з «Чарлстон Беттері». Отримав червону картку в програному (0:1) поєдинку United Soccer League проти «Рочестер Ріноз», а «Чарлстон» вже без ямайця поступився в другому матчі та не зміг вийти до фіналу турніру. У футболці «Баттері» зіграв 23 матчі, в яких відзначився 3-ма голами.

### «Бредфорд Сіті»
Після 10-ти місяців у «Чарлстоні», Омар повернувся до Англії, де підписав 1,5-річний контракт з «Бредфорд Сіті», приєднавшись до своїх співвітчизників Донована Рікеттса та Джермейна Джонсона. У команді під керівництвом Коліна Тодда Дейлі став чже четвертим ямайцем, окрім вище вказаних футболістів за «Сіті» також грав центральний захисник Демйон Стьюарт. Дебютував за «Бредфорд» 27 січня в переможному (2:0) поєдинку проти «Йовіл Таун», який також став останнім у клубній футболці для Джонсона. став заміною для Джермейна й відзначився дебютним голом за «Сіті» влучним ударом з 25-ти ярдів у програному (1:4) поєдинку проти «Ротергем Юнайтед». В останні місяці сезону 2006/07 років відзначився 2-ма голами в 13-ти поєдинках.
Під керівництвом нового головного тренера Стюарта МакКолла став основним гравцем. У першій половині сезону 2007/08 років не зіграв у стартовому складі лише в одному матчі, але відзначився лише одним голом, у ворота Честер Сіті. У січні 2008 року підписав з клубом новий 3,5-річний контракт. Одразу після цього поставив соі за мету відзначитися 8-ма голами. Після цього протягом місяця відзначився своїми другим та третім голами, чим допоміг «Бредфорду» перемогти «Шрусбері Таун» (4:2) та «Ротергем Юнайтед» (3:2). Наступного місяця в нічийному (1:1) поєдинку проти останнього з вище вказаних команду отримав свою першу червону картку в Англії. Дейлі ненадовго повернувся в команду після дискваліфікації, але 12 квітня 2008 року Макколл надав більше часу відпочити ямайцю в нічийному (2:2) поєдинку проти «Брентфорда», випустивши його на заміну лише в другому таймі, після того, як він отримав свист від вболівальників у попередньому матчі клубу. Він знову повернувся в команду в останньому домашньому поєдинку сезону для клубу, коли «Сіті» з рахунком 1:2 поступилися «Мілтон-Кінз Донз». Таким чином, Омар завершив сезон з 4-ма голами в 41-му матчі чемпіонату.
На початку наступного сезону Дейлі допоміг «Бредфорду» піднятися до верхньої частини таблиці, перш ніж почався спад й вони відкотилися до зони плей-оф. Сам Дейлі відпочивав, відбуваючи особисте покарання після матчу за збірну Ямайки, але після виходу на заміну в програному (1:2) поєдинку проти «Дарлінгтона» відзначився першим голом у сезоні. Чотири дні по тому відзначився другим поспіль голом, коли «Сіті» з рахунком 3:1 переміг «Грімсбі Таун», але його замінили вже на 20-й хвилині після того, як захисник Метью Кларк отримав червону картку. Жовта картка, отримана в поєдинку проти «Грімсбі» призвела до того, що Дейлі повинен був пропустити наступний тур, але Омар відзначив своє повернення на футбольне поле голом, оскільки «Сіті» у Кубку Англії з рахунком 2:1 обіграв Мілтон Кейнс Донса, який грав у футбольному лізі одним дивізіоном вище. Відновившись виступав у команді протягом двох місяців, після чого отримав травму в поєдинку проти «Дарлінгтона», через що змушений був перенести операцію на коліні. Очкувалося, що Омар перебуватиме поза грою до кінця сезону та до грудня 2009 року. Загалом у сезоні 2008/09 років відзначився 4-ма голами. Незважаючи на те, що він пропустив останні три місяці сезону, його колеги проголосували за потрапляння ямайця в команду року Ліги 2; а без нього «Бредфорд» втратив місце в плей-оф і фінішував на дев'ятій позиції.
Дейлі повернувся до тренувань наприкінці року, перш ніж вперше вийшов на поле 2 грудня в складі резервної команди в поєдинку проти «Олдем Атлетіком».
Незважаючи на два хірургічні втручання, реабілітації та декілька місяців поза грою, Дейлі зізнався: «Я все ще намагаюся повернеути [собі] свої ніг, я ще не до кінця гострий, але я з нетерпінням чекаю наступних днів і я просто стараюся з усіх сил, оскільки досі проходжу реабілітацію».
У лютому 2011 року Дейлі перейшов в оренду о суперника «Бредфорда» «Ротергем Юнайтед», а Кевін Еллісон відправився в протилежному напрямку. Відзначився першим голом за «Ротергем» у дебютному переможному (2:0) домашньому поєдинку проти «Аккрінгтон Стенлі» на «Дон Веллі Стедіум». У квітні новий менеджер «Бредфорда» Пітер Джексон відкликав Дейлі з оренди, зігравши п'ять матчів до завершення сезону. Наприкінці сезону він був серед гравців, яких Джексон вирішив випустити.

### «Мотервелл»
23 серпня 2011 року Дейлі відправився на перегляд до представника шотландської Прем'єр-ліги «Мотервелл» проти свого колишнього тренера по «Бредфорді Сіті» Стюарта Макколла. Тиждень по тому Дейлі отримав дозвіл на роботу, завдяки чому отримав можливість підписати з клубом 2-річний контракт, про який офіційно оголосили 12 вересня 2011 року. Дебютним голом за нову команду відзначився 19 листопада 2011 року в переможному (2:1) поєдинку проти «Абердина». За команду з Північного Ланаркшира зіграв 39 матчів, здебільшого виходив на поле з лави запасних, а 20 травня 2013 року отримав статус вільного агента.

### «Міннесота Юнайтед»
У серпні 2013 року приєднався до представника NASL «Міннесота Юнайтед». Під час Чемпіонату NASL на вибування 2013 року Дейлі виступив у п'яти матчах, відзначився трьома голами та результативноб передачею за 232 хвилини. Його хет-трик в останній грі сезону 2013 року став першим хет-триком гравця «Міннесоти». з 2007 року. Після цього перейшов до клубу «Оклахома-Сіті Енерджі».

### «Портмор Юнайтед»
Завершив кар'єру футболіста в команді «Портмор Юнайтед», у складі якої вже виступав раніше. Повернувся до неї 2015 року, захищав її кольори до припинення виступів на професіональному рівні у 2017 році.

## Виступи за збірні
2001 року виступав за молодіжну збірну Ямайки на молодіжному чемпіонаті світу 2001 року в Аргентині. Зіграв 1 матч. Ямайці на груповому етапі програв два з трьох матчів й вилетів за підсумками першого ж раунду.
Вперше його запросили до національної збірної Ямайки для турне по Каймановим островам, а також вразив своєю грою проти команди Clarendon All Star XI. Загалом відзначився понад 50 матчів та відзначився п'ятьма голами.
У складі збірної був учасником розіграшу Золотого кубка КОНКАКАФ 2003 року у США і Мексиці (відзначився трьома голами поспіль у поєдинках проти Сент-Люсії та Гаїті), розіграшу Золотого кубка КОНКАКАФ 2005 року у США (отримав другу жовту картку в поєдинку проти Мексики за навмисне блокування суперника), розіграшу Золотого кубка КОНКАКАФ 2011 року у США. На вище вказаному турнірі відзначився останнім голом у переможному (4:0) поєдинку проти Гренади
Напередодні старту чемпіонату світу 2006 року зіграв у програному (0:6) товариському матчі проти Англії. Пітер Крауч відзначився хет-триком за Англію, при цьому перший м'яч рикошетом від Дейлі. 21 листопада 2007 року відзначився голом на 22-й хвилині в переможному (2:0) поєдинку проти Гватемали. Три дні по тому його вперше виключили зі стартового складу «Бредфорд Сіті» в англійському чемпіонату сезону 2007/08 років, після того, як його та товариша по команді з Ямайки Донована Рікеттса довелося забрати президенту клубу Марку Лауну, коли зворотній рейс був затриманий. Бредфорд зіграв внічию (1:1) зі «Стокпорт Каунті», а Дейлі вийшов на заміну в другому таймі.
Через травму коліна Дейлі мав проміжок тривалістю 19 місяців між двома звиступами за національну команду, з лютого 2009 року, де зіграв проти у Нігерії в Лондоні і до вересня 2010 року, коли замінив Кавіна Брайана проти Коста-Рики.
Протягом певного періоду чесу Дейлі не грав за збірну Ямайки, щоб зосередитися на своїй кар'єрі у «Бредфорд Сіті».

### Голи за збірну
| # | Дата              | Місце                                   | Суперник          | Рахунок | Результат | Змагання                                  | Примітки |
| - | ----------------- | --------------------------------------- | ----------------- | ------- | --------- | ----------------------------------------- | -------- |
| 1 | 23 березня 2003   | Національний стадіон, Кінгстон (Ямайка) | Барбадос          | 2–1     | 2–1       | Товариський матч                          | [ 33 ]   |
| 2 | 26 березня 2003   | Національний стадіон, Кінгстон, Ямайка  | Сент-Люсія        | 5–0     | 5–0       | кваліфікація золотого кубку КОНКАКАФ 2003 | [ 34 ]   |
| 3 | 28 березня 2003   | Національний стадіон, Кінгстон, Ямайка  | Мартиніка         | 1–2     | 2–2       | кваліфікація золотого кубку КОНКАКАФ 2003 |          |
| 4 | 30 березня 2003   | Національний стадіон, Кінгстон, Ямайка  | Гаїті             | 2–0     | 3–0       | кваліфікація золотого кубку КОНКАКАФ 2003 | [ 28 ]   |
| 5 | 21 листопада 2007 | Національний стадіон, Кінгстон, Ямайка  | Гватемала         | 2–0     | 2–0       | Товариський матч                          | [ 30 ]   |
| 6 | 15 червня 2008    | Національний стадіон, Кінгстон, Ямайка  | Багамські Острови | 7–0     | 7–0       | кваліфікація чемпіонату світу 2010        | [ 35 ]   |
| 7 | 6 червня 2011     | СтабХаб Центр, Карсон, США              | Гренада           | 4–0     | 4–0       | Золотий кубку КОНКАКАФ 2011               | [ 31 ]   |

## Стиль гри
Омар може грати як на правому, так і на лівому фланзі півзахисту, остання з вище вказаних позицій дозволяє йому входити до штрафного майданчика, щоб завдавати удари з правої ноги. Також використовувався як нападник, а за національну команду грав на позиції правого захисника. Він також має неоднозначне ставлення до себе серед вболівальників, деякі з яких розчаровані його швидкістю роботи або очікують занадто багато магії.

## Особисте життя
Молодший брат Омара, Кіммар, виступає на позиції нападника в ямайському клубі «Вотергауз».

## Статистика виступів

### Клубна
Станом на 19 травня 2013
| Клуб                        | Сезон             | Ліга  | Ліга | Кубок | Кубок | Кубок ліги | Кубок ліги | Інші  | Інші | Загалом | Загалом |
| Клуб                        | Сезон             | Матчі | Голи | Матчі | Голи  | Матчі      | Голи       | Матчі | Голи | Матчі   | Голи    |
| --------------------------- | ----------------- | ----- | ---- | ----- | ----- | ---------- | ---------- | ----- | ---- | ------- | ------- |
| «Портмор Юнайтед»           | 2001–02           |       |      |       |       |            |            |       |      |         |         |
| «Портмор Юнайтед»           | 2002–03           |       |      |       |       |            |            |       |      |         |         |
| «Портмор Юнайтед»           | 2003–04           |       |      |       |       |            |            |       |      |         |         |
| «Портмор Юнайтед»           | 2004–05           |       |      |       |       |            |            |       |      |         |         |
| «Портмор Юнайтед»           | 2005–06           |       |      |       |       |            |            |       |      |         |         |
| «Портмор Юнайтед»           | Total             |       |      |       |       |            |            |       |      |         |         |
| «Редінг» (оренда)           | 2003–04           | 6     | 0    | 0     | 0     | 1          | 0          | 0     | 0    | 7       | 0       |
| «Престон Норт-Енд» (оренда) | 2004–05           | 14    | 0    | 0     | 0     | 3          | 1          | 0     | 0    | 17      | 1       |
| «Чарлстон Беттері»          | 2006–07           | 23    |      |       |       |            |            |       |      |         |         |
| «Бредфорд Сіті»             | 2006–07           | 14    | 2    | 0     | 0     | 0          | 0          | 0     | 0    | 14      | 2       |
| «Бредфорд Сіті»             | 2007–08           | 41    | 4    | 2     | 0     | 1          | 0          | 0     | 0    | 44      | 4       |
| «Бредфорд Сіті»             | 2008–09           | 28    | 3    | 1     | 1     | 1          | 0          | 1     | 0    | 31      | 4       |
| «Бредфорд Сіті»             | 2009–10           | 14    | 1    |       |       |            |            | 1     | 0    | 15      | 1       |
| «Бредфорд Сіті»             | 2010–11           | 9     | 3    |       |       | 2          | 0          | 1     | 0    | 12      | 3       |
| «Бредфорд Сіті»             | Загалом           | 106   | 13   | 3     | 1     | 4          | 0          | 3     | 0    | 116     | 14      |
| «Ротергем Юнайтед» (оренда) | 2010–11           | 8     | 1    | 0     | 0     | 0          | 0          | 0     | 0    | 8       | 1       |
| «Ротергем Юнайтед» (оренда) | Загалом           | 8     | 1    | 0     | 0     | 0          | 0          | 0     | 0    | 8       | 1       |
| «Мотервелл»                 | 2011–12           | 25    | 2    | 1     | 1     | 1          | 0          | 0     | 0    | 27      | 3       |
| «Мотервелл»                 | 2012–13           | 14    | 1    | 0     | 0     | 1          | 0          | 2     | 0    | 17      | 1       |
| «Мотервелл»                 | Загалом           | 39    | 3    | 1     | 1     | 2          | 0          | 2     | 0    | 44      | 4       |
| Усього за кар'єру           | Усього за кар'єру | 195   | 17   | 4     | 2     | 10         | 1          | 5     | 0    | 214     | 20      |

## Досягнення
«Портмор Юнайтед»
- Національна Прем'єр-ліги Ямайки
  -  Чемпіон (1): 2004/05[8]

Ямайка
- Переможець Карибського кубка: 2005